# Добрыня (приток Осуги)
Добрыня — река в России, протекает по Ржевскому району Тверской области. Устье реки находится в 62 км по левому берегу реки Осуги. Длина реки составляет 22 км, площадь водосборного бассейна — 92,1 км².

## Данные водного реестра
По данным государственного водного реестра России относится к Верхневолжскому бассейновому округу, водохозяйственный участок реки — Вазуза от истока до Зубцовского гидроузла, без реки Яуза до Кармановского гидроузла, речной подбассейн реки — бассейны притоков (Верхней) Волги до Рыбинского водохранилища. Речной бассейн реки — (Верхняя) Волга до Куйбышевского водохранилища (без бассейна Оки).
Код объекта в государственном водном реестре — 08010100312110000001401.